# Odorrana orba
Odorrana orba es una especie de anfibio anuro de la familia Ranidae.

## Distribución geográfica yhábitat
Es endémica del centro de Vietnam y el centro de Laos. Su rango altitudinal oscila entre 200 y 700 m s. n. m..